# منطقة كانتو

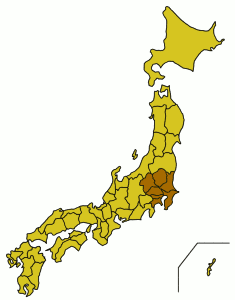
منطقة كانتو

منطقة كانتو (باليابانية: 関東地方 كانتو تشيهو) هي منطقة جغرافية في جزيرة هونشو الجزيرة الأكبر في أرخبيل اليابان. تضم المنطقة منطقة طوكيو الكبرى، التي تضم سبع محافظات هي غونما، توتشيغي، إيباراكي، سايتاما، طوكيو، تشيبا وكاناغاوا. يشكل سهل كانتو حوالي 40% من مساحة منطقة كانتو، أما باقي المنطقة فهي مناطق جبلية.

## اقرأ أيضا
- مناطق اليابان